# Dupang Ling
Dupang Ling är en bergskedja i Kina. Den ligger i den sydöstra delen av landet, 1 700 km söder om huvudstaden Peking.
Dupang Ling sträcker sig 67 km i sydvästlig-nordostlig riktning. Den högsta toppen är Jiucai Ling, 1 962 meter över havet.
Topografiskt ingår följande toppar i Dupang Ling:
- Jiucai Ling
- Tianbu Feng
- Tian'etang
- Tianmen Ling
- Yangheping